# Kanton Ouzouer-le-Marché
Kanton Ouzouer-le-Marché (francouzsky Canton d'Ouzouer-le-Marché) je francouzský kanton v departementu Loir-et-Cher v regionu Centre-Val de Loire. Tvoří ho 12 obcí.

## Obce kantonu
- Binas
- La Colombe
- Membrolles
- Moisy
- Ouzouer-le-Doyen
- Ouzouer-le-Marché
- Prénouvellon
- Semerville
- Tripleville
- Verdes
- Vievy-le-Rayé
- Villermain